# Теодоро Пікадо Міхальскі
Теодоро Пікадо Міхальскі (ісп. Teodoro Picado Michalski; 10 січня 1900, Сан-Хосе, Коста-Рика — 1 червня 1960, Манаґуа, Нікарагуа) — костариканський політик, двадцять сьомий президент Коста-Рики.

## Біографія
Був сином лікаря Теодоро Пікадо Маріна та польської емігрантки Ядвіги Міхальської. Закінчив середню школу Лісео-де-Коста-Рике, 1916 року здобув ступінь бакалавра. 1926 року одружився з Мерседес Ларою Фернандес, а 1937 — з Етельвіною Рамірес Монтьєль. У першому шлюбі народилося двоє дітей.
У молоді роки працював в освітній сфері, був директором інституту в Алахуелі. Пізніше закінчив юридичний факультет і став його професором. Був відмінним оратором і письменником, публікував статті на історичну й освітню тематику.
У різні роки Пікадо обіймав посади секретаря народної освіти, секретаря з питань розвитку, заступника мера Сан-Хосе та голови Конституційного конгресу за президентства Кальдерона.

### Президентство
За результатами виборів 1944 року Пікадо здобув перемогу, здебільшого завдяки підтримці чинного президента, який застосовував як законні методи, так і незаконні. Результати виборів були дуже суперечливими, але тим не менше, Пікадо оголосили обраним президентом.
За його адміністрації Коста-Рика долучилась до членів-засновників ООН, було прийнято перший Виборчий кодекс (чинний дотепер та є гарантією демократичних виборів) і важливий закон про сплату податків, створено Національний географічний інститут і нормалізовано відносини з європейськими країнами, що раніше були окуповані Німеччиною, перервані під час Другої світової війни.
Під тиском з боку громадськості, що вимагала від уряду гарантій чистоти виборів, 1947 року було створено виборчий трибунал для організації виборів у лютому 1948 року. Після перемоги опозиційного кандидата Отіліо Улате Бланко колишній президент Рафаель Анхель Кальдерон Ґвардія оголосив про розпуск Конституційного конгресу. В країні розпочалася громадянська війна: Хосе Фігерес Феррер підняв зброю проти Кальдерона. Ще чинний президент Пікадо вирушив до Нікарагуа, щоб попрохати про військову допомогу у диктатора Сомоси, але цьому заважали США, які пригадали Пікадо альянс із комуністами. Тим не менше, 17 квітня війська Національної армії Нікарагуа прибули до костариканського міста Вілла-Кесада повітрям і вступили в сутичку з повстанськими силами, що діяли в околицях. Під тиском США 19 квітня Сомоса наказав військам залишити територію Коста-Рики. Того ж дня Пікадо й Хосе Фігерес Феррер підписали пакт у посольстві Мексики у Сан-Хосе, що поклав край громадянській війні. Наступного дня Пікадо призначив тимчасовим головою держави Сантоса Леона Ерреру та залишив країну.

### Останні роки та смерть
1948 року Пікадо оселився в Манагуа, де займався журналістикою. 1960 року колишній президент помер і був похований на цвинтарі Параїсо-де-Картаго, Коста-Рика.